# Thorius narismagnus
Thorius narismagnus es una especie de salamandras en la familia Plethodontidae.
Es endémica de México.
Su hábitat natural son los bosques húmedos tropicales o subtropicales a baja altitud y los montanos húmedos tropicales o subtropicales.
Está amenazada de extinción debido a la destrucción de su hábitat .